# Mazda RX-8
Mazda RX-8 — спортивный автомобиль производства японской компании Mazda, преемник модели RX-7. Четырёхместное заднеприводное спорт-купе с распашными дверями без стойки. Кажется, что в машине только две двери, но если открыть переднюю дверь, виден рычаг для открытия задней двери. RX-8 выпускалась в Японии с 2003 по 2012 год. Впервые его прототип (тогда ещё носивший название RX-Evolv) был продемонстрирован в Детройте в 2000 году. Затем, примерно год спустя, в Токио демонстрировалась уже пробная версия с роторным двигателем Renesis.

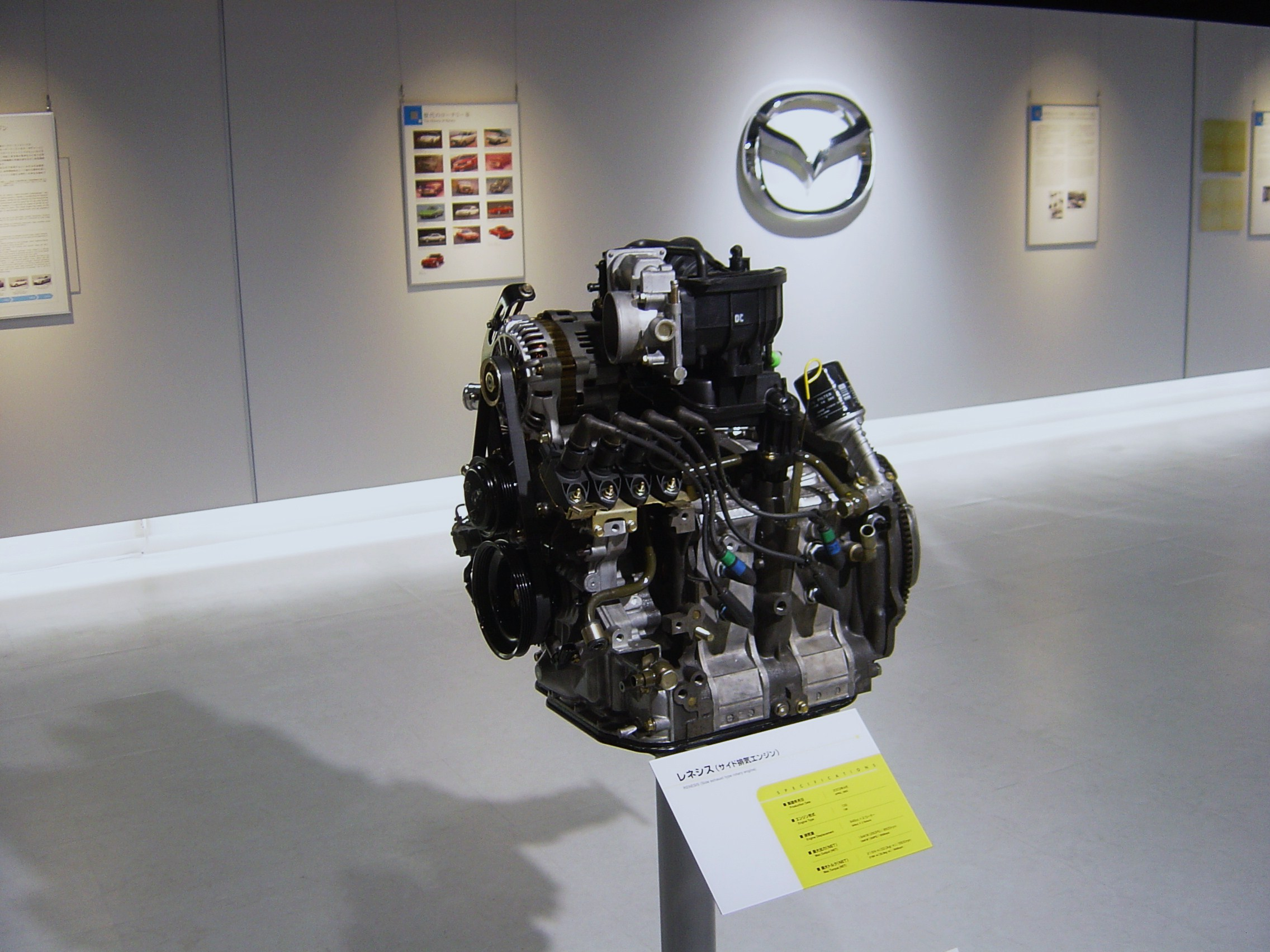
Renesis

## Описание модели

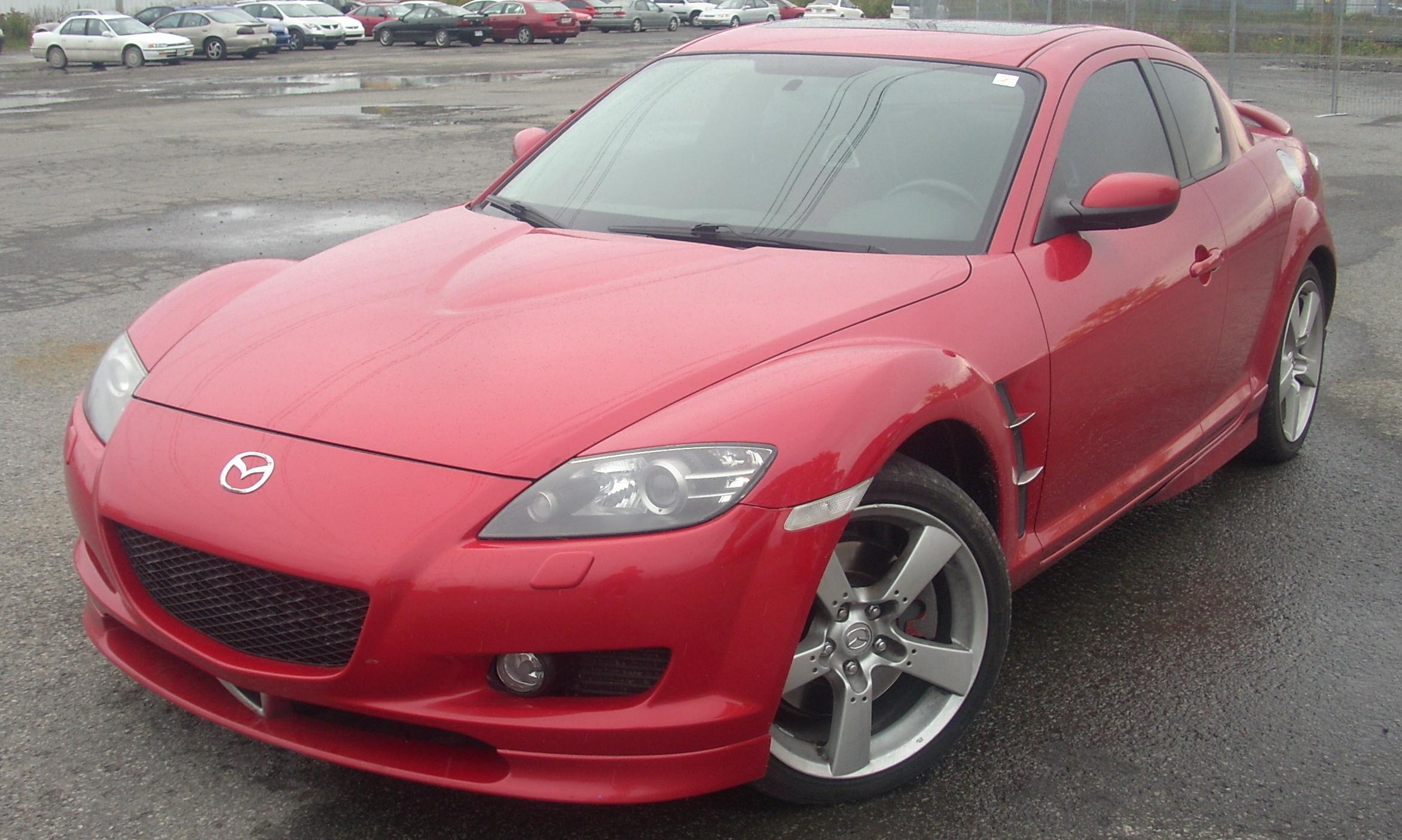
1-го поколения

При запуске RX-8 (SE3P, 2003—2008) были доступны в различных комплектациях по всему миру. Стандартные модели включают в себя:
- 6-ступенчатая механическая кпп «High Power» с заявленной мощностью 250 л. с. на 8500 оборотов в минуту и отсечкой на 9000 оборотов в минуту (продаваемые в Северной Америке). Эта модель была эквивалентна «Type S»  в Японии. Для Европейского рынка, с более строгими нормами к выбросам, двигатель был дефорсированн до 230 л. с. Основными отличиями от «Standard Power» был углепластиковый карданный вал вместо стального, измененная система впуска и главная пара 4.44 вместо 4.3.
- 4-ступенчатая автоматическая коробка «Standard Power» с мощностью 192 л. с. и красной линией на 7500 оборотов в минуту
- 5-ступенчатая механическая коробка «Standard Power» с мощностью 192 л. с. и красной линией на 7500 оборотов в минуту. Такое сочетание силового агрегата не было доступно в Северной Америке.
- 6-ступенчатая автоматическая коробка с ручным переключением (появившееся в США с 2006 года, заменив версию с 4-ступенчатым автоматом) с мощностью 212 л. с. и 216 Нм крутящего момента с красной линии при 7500 оборотах в минуту.[4] Это был пересмотренный вариант RENESIS, теперь с двумя дополнительными впускными портами и вторым масляным радиатором, как это было на версии HP.

Штатный размер шины: 225/45-R18 (HP) и 225/55-R16 (SP). Сиденья в передней части обладают выраженными подпорами в зоне бёдер, поясницы и плеч.

## Рестайлинг 2008 года

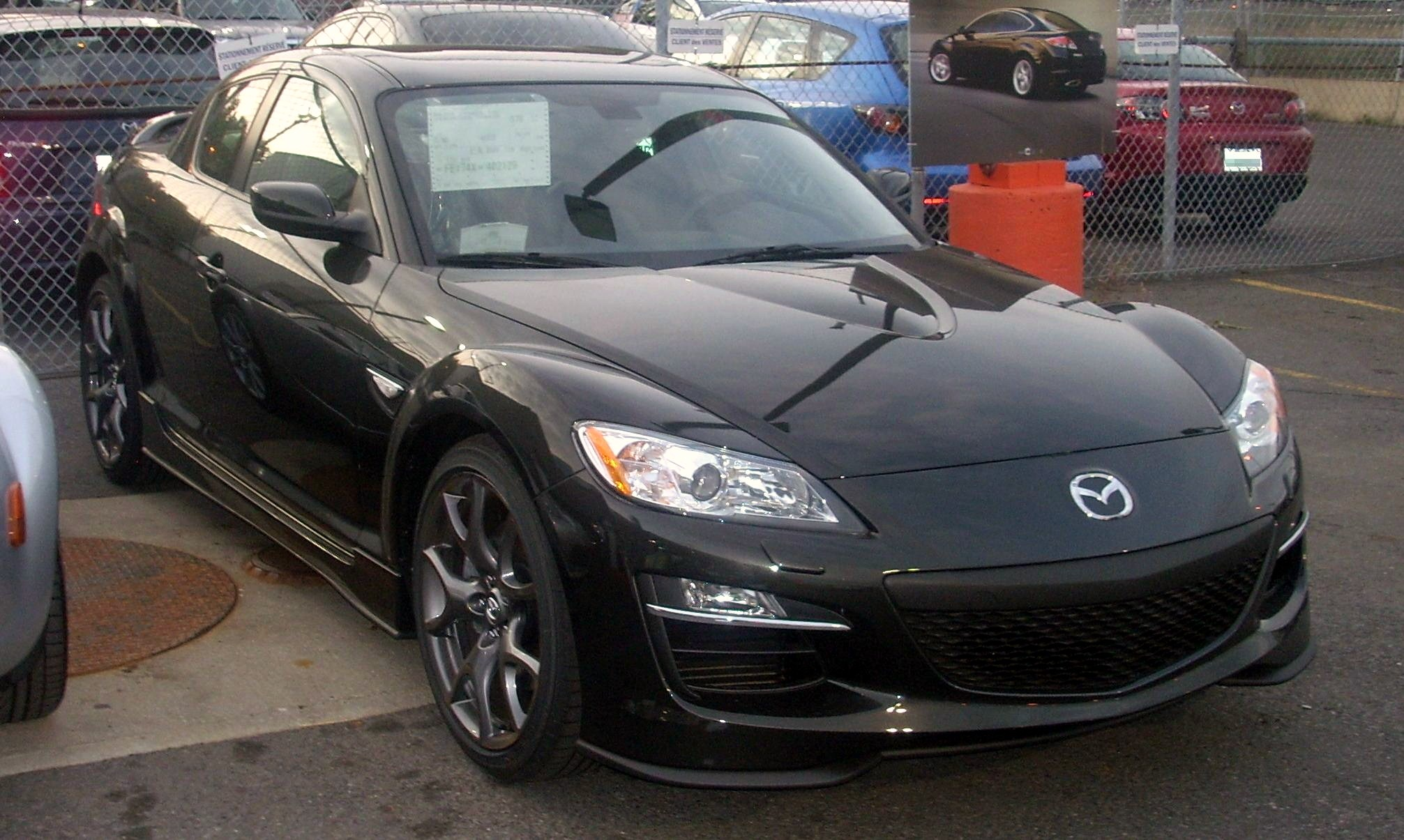
2-го поколения

Модель 2008 года Mazda RX-8 получила обновлённый передний и задний бампер, новые светодиодные фары, а также 90-миллиметровые выхлопные трубы. Двигателю добавили две дополнительные маслофорсунки (в общей сложности двигатель теперь оснащался 6 маслофорсунками), а главная пара 4.44 была заменена на 4.77. Новинкой в линейке Mazda стала автоматическая шестиступенчатая коробка переключения передач Activematic, которая заменила четырёхскоростную в версии Luxury. Mazda RX-8 с коробкой Activematic оснастят 1,3-литровым двигателем мощностью 215 л. с., а версию с ручной коробкой — прежним агрегатом мощностью 231 л. с. и крутящим моментом 216 Нм.
Кроме того, инженеры компании разработали новую геометрию задней подвески и усилили общую жёсткость конструкции. Это позволяет снизить уровень шума и вибрации внутри салона. Производство было прекращено в 2012 году.

## Награды
По состоянию на октябрь 2006 года RX-8 выиграла 37 международных наград Motoring, включая такие как 2003 International Engine of the Year, the 2003 Japanese Car of the Year, Australia’s Wheels magazine’s Car of the Year for 2003, the 2004 Singapore Car of the Year, the 2004 U.S. Best Sports Car и некоторые UK Best Car Awards. RX-8 вошла в топ 10 автомобилей по версии журнала Car and Driver в 2004, 2005 и 2006.
Версия 2010 года заняла третье место из 7 по версии Car and Drive, как The Best-Handling Car in America стоимостью ниже $100 000.

## Сходства с автомобилемTesla Roadster 2020
Прежде всего они обладают похожей внешностью, кроме того у них один генеральный конструктор. Обе машины обладают распашными дверями с безрамочными стёклами.

## Галерея

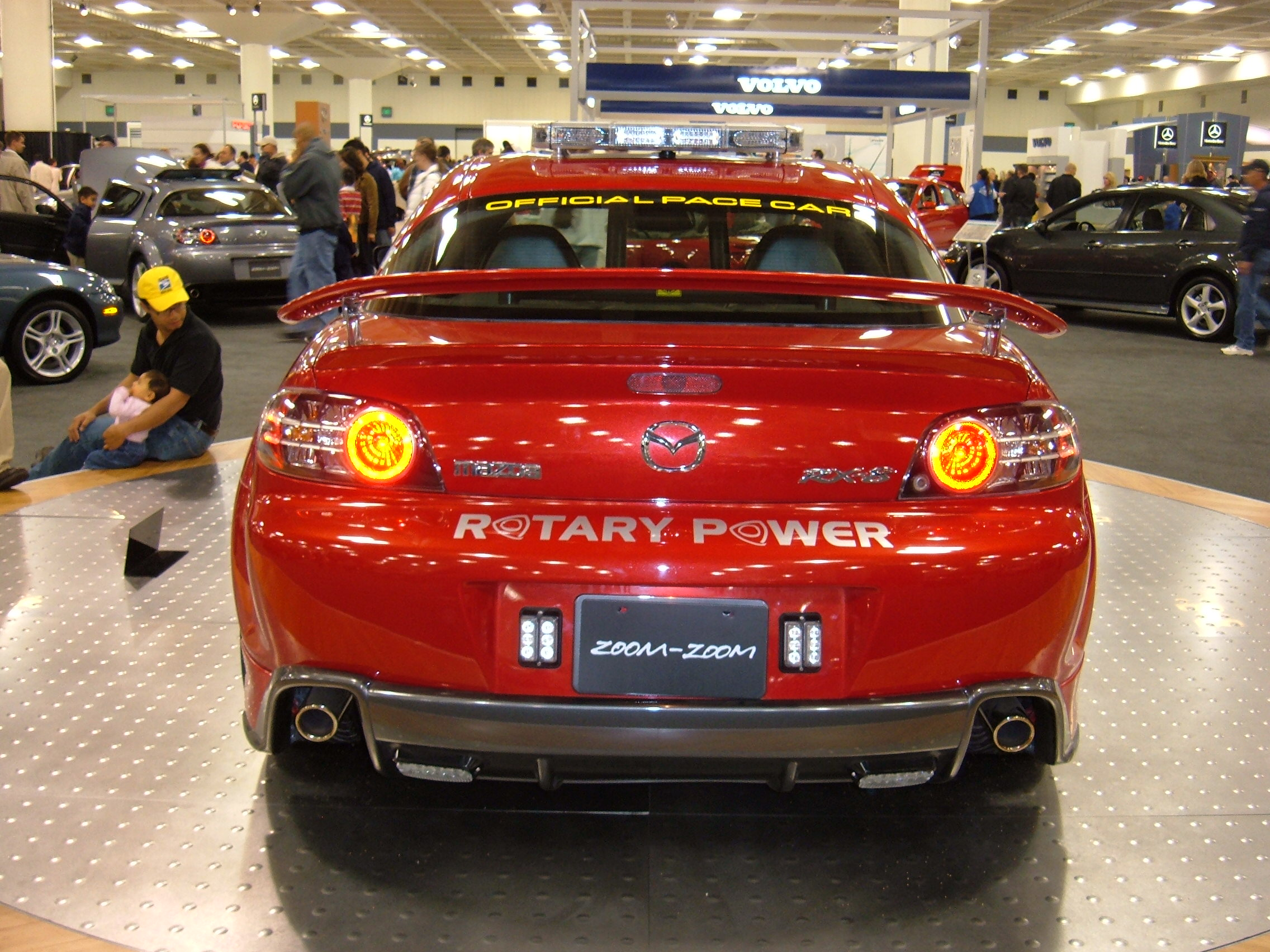
Вид сзади
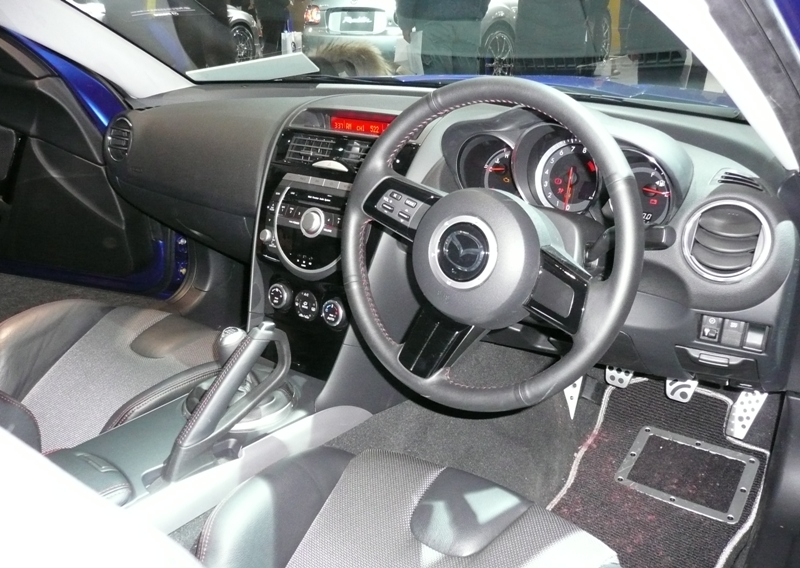
Салон
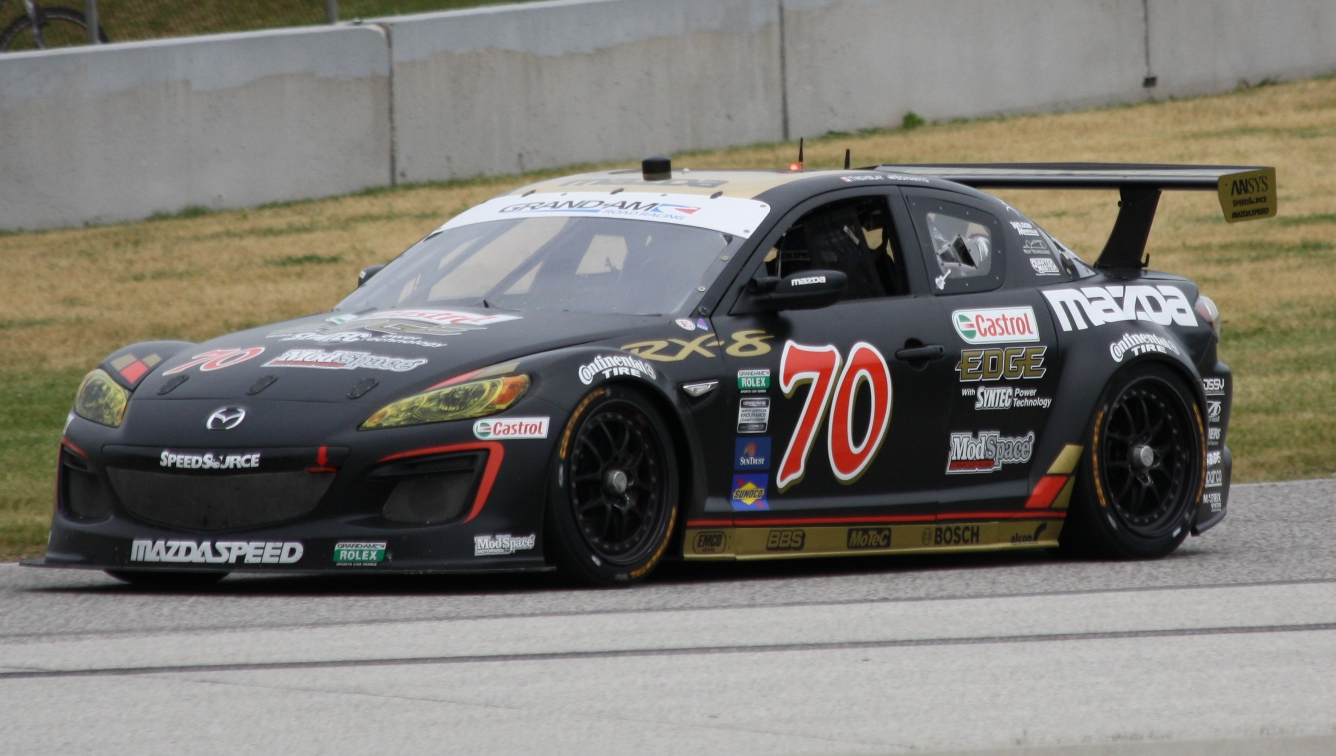
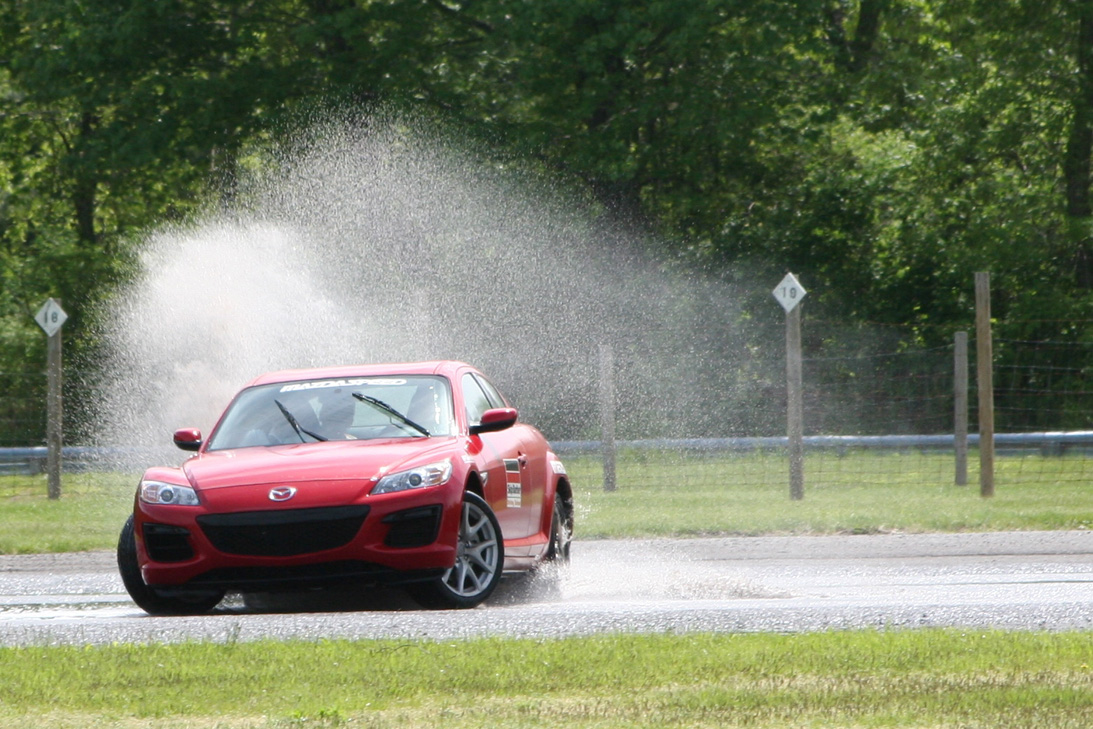